# ژنراتور مارکس

شمای مداری ژنراتور مارکس

ژنراتور مارکس (انگلیسی: Marx generator) یک مدار الکتریکی است که اولین بار توسط اروین اتو مارکس در سال ۱۹۲۴ پیشنهاد شد و برای تولید ولتاژ بالا از ولتاژ پایین DC استفاده می‌شود.

## اساس کار
اساس کار این نوع ژنراتور بر شارژ خازن‌ها به صورت موازی و تخلیه به صورت سری است.